# Boeing 314
Chiếc Boeing 314 "Clipper" là chiếc thủy phi cơ đường dài sản xuất bởi Boeing giữa năm 1938 và 1941. Là chiếc máy bay lớn nhất trong thời điểm đó, nó sử dụng chiếc cánh đồ sộ của chiếc máy bay đầu tiên của Boeing, máy bay ném bom XB-15 để có thể đạt được độ dài đường bay cần thiết cho chuyến bay vượt Đại Tây Dương và Thái Bình Dương. 12 chiếc Clipper được lắp ráp cho Pan American World Airways, trong đó có 3 chiếc hướng sang cho BOAC bởi chương trình Lend-Lease Act.

## Thiết kế
Chiếc Boeing 314 Clipper là sự trả lời tới yêu cầu của Pan American cho một chiếc thủy phi cơ với khả năng về đường bay chưa từng thấy để có thể vượt lên chiếc máy bay vượt Thái Bình Dương Martin M-130. Các kỹ sư của Boeing đã lắp vào cái cánh dài 45,5m của chiếc máy bay bị bỏ dở XB-15, và thay động cơ xuyên tâm 850 mã lực Pratt & Whitney R-1830 bằng động cơ mạnh hơn 1.600 mã lực Wright R-2600 Twin Cyclone. Chiếc Clipper ba đuôi được sử dụng sau khi Boeing đã thử nghiệm theo quy ước và hai đuôi không thể giúp cho việc điều khiển một chuyến bay an toàn.
Ở bên trong, chiếc Boeing 314 sử dụng chuỗi sườn máy bay nặng và nhiều trụ để tạo ra thân máy bay thô và cánh hình mút chìa. Kết cấu vững chắc này phủ nhận sự cần thiết của thanh giằng ngoài để trụ vững bộ cánh, điều mà những chiếc thủy phi cơ khác không thể có được. Boeing đã chú tâm vào những chiếc thủy phi cơ sử dụng cần cảm - cụ thể là ổn định thùng chắn bằng việc kết hợp các cánh sườn lại vào kết cấu thân máy bay. Bộ cánh sườn rộng ở bên được mở rộng ở phần tiếp xúc với nước, trên cả cảng và mạn phải của thân máy bay, phục vụ cho một vài mục đích. Họ cung cấp một bậc lên xuống rộng để ổn định chiếc máy bay khi hạ thủy. Nó thực hiện chức năng như là lối ra vào dành cho hành khách để lên máy bay và nó có hình dáng rõ ràng góp phần nâng máy bay lên khi nó đang trong chuyến bay. Để bay đường bay dài cần cho dịch vụ vượt Thái Bình Dương, chiếc 314 mang tới 19.300 lít xăng. Kiểu 314A sau đó mang thêm được 4.540 lít nữa. Để chấm dứt việc thiếu xăng của động cơ xuyên tâm, một lượng dầu khoảng 1.135 lít được quy định.
Chiếc "Clippers" của Pan Am được xây dựng cho sự xa hoa, một điều cần thiết cho khoảng thời gian dài trong những chuyến bay vượt đại dương. Những chiếc ghế có thể chuyển đổi thành 36 giường ngủ cho nội thất qua đêm; với tốc độ tiết kiệm xăng vào khoảng 300 km/h, rất nhiều chuyến bay chỉ mất có hơn 12 tiếng đồng hồ. Chiếc máy bay có cả hành lang và khu vực nhà ăn, và bếp được nấu bởi bếp trưởng nhà hàng 4 sao. Người đàn ông và đàn bà được cung cấp những phòng thay đồ riêng cách biệt nhau. Cho dù những chuyến bay vượt Đại Tây Dương chỉ hoạt động trong 3 tháng trong năm 1939, tiêu chuẩn về sự xa hoa của nó được cho rằng không thích hợp với việc vận chuyển nặng hơn không khí từ đó: nó là mẫu hình của việc du lịch cho những người siêu giàu, 675 đô la cho chuyến khứ hồi từ New York tới Southampton (vào khoảng 9.590 đô la theo tỷ giá năm 2006), có thể so sánh với Concorde, chiếc máy bay có giá vé khứ hồi 10 ngàn đô.
Nhận xét về sự thành công của chiếc 314 là từ đội bay thành thạo của Pan Am trên những chiếc 314, họ thuần thục với hoạt động và định hướng chuyến bay đường dài qua biển. Chỉ những người xuất sắc và kinh nghiệm nhất mới được điều về bay chiếc 314. Trước khi được điều, mọi cơ trưởng, cơ phó và phi công phụ của Pan Am phải có hàng ngàn giờ bay trên những chiếc thủy phi cơ khác. Những cuộc huấn luyện khắc nghiệt về vị trí máy bay, thời điểm chuyển hướng, xem xét vị trí trôi dạt theo dòng biển, định hướng theo các vì sao và bằng radio đã được đưa vào giảng dạy. Trong điều kiện tầm nhìn kém hay mất tầm nhìn, phi công thường hạ cánh thành công tại các cảng bị sương mù che khuất bằng việc hạ cánh ở biển rồi lướt đến cảng.

## Lịch sử hoạt động
Chiếc 314 đầu tiên, Honolulu Clipper, bước vào hoạt động thường xuyên trên tuyến San Francisco-Hong Kong vào tháng 1 năm 1939. Chuyến bay một chiều trên tuyến đường này mất khoảng 6 ngày để hoàn thành. Dịch vụ hành khách thương mại kéo dài ít hơn 3 năm, kết thúc khi Mỹ nhảy vào Thế chiến thứ 2.
Trong sự bùng nổ chiến tranh ở vùng Thái Bình Dương, chiếc Pacific Clipper đang trong chuyến bay tới New Zealand. Thay vì mạo hiểm bay về Honolulu và để bị bắn bởi máy bay Nhật, chiếc máy bay đã quyết định bay về hướng Tây tới New York. Bắt đầu từ ngày 8 tháng 12 năm 1941 ở Auckland, New Zealand, chiếc Pacific Clipper bao phủ hơn 8.500 dặm từ Surabaya, Karachi, Bahrain, Khartoum và Leopoldville. Chiếc Pacific Clipper hạ cánh tại cơ sở thủy phi cơ tại Sân bay LaGuardia Field của Pan American vào lúc 7:12 sáng 6 tháng 1 năm 1942.
Chiếc Yankee Clipper bay sang bên kia Đại Tây Dương trên tuyến bay từ Southampton tới New York với những điểm dừng trung gian tại Foynes, Ireland, Botwood, Newfoundland và Shediac, New Brunswick. Chuyến bay đầu tiên xảy ra vào ngày 24 tháng 6 1939.
Đội bay Clipper bị ép vào dịch vụ quân sự trong thời gian Thế chiến thứ 2, và những chiếc máy bay được sử dụng để vận chuyển công chức, lực lượng và thiết bị tới mặt trận châu Âu và Thái Bình Dương. Những chiếc máy bay này có số hiệu C-98. Vào năm 1943, Tổng thống Franklin D. Roosevelt đi tới hội nghị Casablanca trên một chiếc 314. Winston Churchill cũng từng bay trên máy bay vài lần, thêm vào sự nổi tiếng của nó trong thời kỳ chiến tranh.
Sau chiến tranh vài chiếc Clipper quay trở lại với Pan American, nhưng loại đó đã trở nên lỗi thời bởi những chiếc máy bay đất liền đường dài mới, như chiếc Douglas DC-4 và Lockheed Constellation, và bởi thời gian chiến tranh việc xây dựng mạng lưới những bãi đáp máy bay đã được sử dụng cho gần cả thế giới. Chiếc 314 bị loại ra khỏi dịch vụ bay lịch trình từ năm 1946 và không cho bay cố định vào năm 1950. Trong số 12 chiếc được lắp ráp, 3 chiếc bị mất do tai nạn, cho dù chỉ có 1 tai nạn mà kết quả là tử vong với 24 người chết ở Lisbon, Bồ Đào Nha vào ngày 22 tháng 2 năm 1943.
Ngoại trừ một vài mảnh kim loại của chiếc máy bay sau khi bị loại bỏ được trưng trong bảo tàng, không còn một dấu vết nào còn lại của 12 chiếc Boeing 314.

## Chuyến bay trệch hướng của chiếcPacific Clipper
Chiếc Pacific Clipper là một chiếc thủy phi cơ Boeing 314 Clipper nổi tiếng trong việc hoàn thành chuyến bay vòng quanh thế giới đầu tiên của Pan American World Airways. Chuyến bay khởi hành vào ngày 2 tháng 12 năm 1941 tại cơ sở của Pan Am tại Treasure Island, California cho chuyến bay hành khách có lịch trình tới Auckland, New Zealand.
Chiếc Clipper đã tạo ra những chặng dừng có lịch trình ở San Pedro, California, Honolulu, Hawaii, Đảo Canton, Suva, Fiji và Nouméa, New Caledonia. Chiếc máy bay đang trong chuyến bay tới Auckland khi Trân Châu Cảng bị tấn công.
Bị giới hạn từ Mỹ và điều khiển một số thiết bị quân sự có giá trị, Cơ trưởng Robert Ford hướng đến nhằm lột bỏ việc công ty đánh dấu, số đăng ký và cấp bậc của máy bay trong bí mật tới Nhà ga Lính thủy đánh bộ, LaGuardia Field, New York.
Ford và tổ lái của ông ta đã về nước thành công qua:
- Gladstone, Úc
- Darwin, Úc
- Surabaya, Java
- Trincomalee, Ceylon
- Karachi, thuộc địa Anh-Ấn (ngày nay là Pakistan)
- Bahrain
- Khartoum, Sudan
- Leopoldville, thuộc địa Bỉ-Côngô (Cộng hòa dân chủ Congo ngày nay)
- Natal, Brasil
- Cảng Tây Ban Nha, Trinidad và Tobago
- Thành phố New York, đến ngày 6 tháng 1 năm 1942

## Các hãng hàng không sở hữu
| Số đăng ký | Loại | Tên                | Thời gian hoạt động | Remarks |
| ---------- | ---- | ------------------ | ------------------- | --- |
| NC18601    | 314  | Honolulu Clipper   | 1939-1945           | Đánh chìm bởi Hải quân Mỹ |
| NC18602    | 314  | California Clipper | 1939-1950           | Sau đó đổi tên thành Pacific Clipper và bán cho World Airways. Loại bỏ vào năm 1950. |
| NC18603    | 314  | Yankee Clipper     | 1939-1943           | Bắt đầu dịch vụ thư tín vượt Đại Tây Dương. Rơi vào ngày 22 tháng 2 năm 1943 ở Lisbon, Bồ Đào Nha. |
| NC18604    | 314  | Atlantic Clipper   | 1939-1946           | Được thu nhặt lại từng mảnh. |
| NC18605    | 314  | Dixie Clipper      | 1939-1950           | Bắt đầu dịch vụ hành khách vượt Đại Tây Dương, sau đó bán cho World Airways. Loại bỏ vào năm 1950. |
| NC18606    | 314  | American Clipper   | 1939-1946           | Bán lại cho World Airways. Loại bỏ vào năm 1950. |
| NC18609    | 314A | Pacific Clipper    | 1941-1946           | Bán lại cho Universal Airlines. Hư hại bởi bão và được thu nhặt lại từng mảnh. |
| NC18611    | 314A | Anzac Clipper      | 1941-1951           | Bán cho Universal Airlines vào năm 1946, American International Airways vào năm 1947, World Airways vào năm 1948. Bán lại một cách cá nhân vào năm 1951, bị phá hủy tại Baltimore, Maryland vào năm 1951. |
| NC18612    | 314A | Cape Town Clipper  | 1941-1946           | Bán cho: U.S. Navy - 1942, Bán cho: American International Airways - 1947, Bị đánh chìm ở tại biển bởi Cảnh vệ bờ biển Mỹ vào ngày 14 tháng 10 năm 1947                                                   |

## Văn hóa bình dân
Chiếc Boeing 314 "Pan Am Clipper" được đề cao trong rất nhiều ví dụ của văn hóa bình dân.
- Một số tiểu thuyết đề cao những chiếc 314 bao gồm:
  - Đêm trên biển, viết bởi tác giả người Anh Ken Follett
  - Cơn gió chiến tranh và phần tiếp theo Chiến tranh và kỷ niệm, viết bởi Herman Wouk
  - Chiến dịch Proteus, viết bởi James P. Hogan.
- Bộ phim Raiders of the Lost Ark đề cao một chiếc thủy phi cơ Short Solent Mark III được sửa đổi bởi hiệu ứng mờ để trông giống chiếc Boeing 314.
- Có một mô hình chiếc 314 to như thật ở Bảo tàng Thủy phi cơ Foynes Flying Boat Museum, Foynes, Quận Limerick, Ireland. Viện bảo tàng được đặt ở địa điểm trạm ga cuối cùng của những chuyến bay vượt Đại Tây Dương bằng thủy phi cơ.

## Thông số kỹ thuật (314A Clipper)
Tư liệu từ Jane's Fighting Aircraft of World War II
- Tổ lái: 11, gồm cả hai tiếp viên khoang hành khách
- Sức chứa:
  - Ban ngày: 68 hành khách
  - Ban đêm: 36 hành khách
- Trọng tải: 10.000 lb (4.500 kg) cả thư và hàng hóa
- Chiều dài: 106 ft (32.33 m)
- Sải cánh: 152 ft (46.36 m)
- Chiều cao: 20 ft 4½ in (6.22 m)
- Trọng lượng rỗng: 48.400 lb (21.900 kg)
- Trọng lượng chịu tải: 84.000 lb (38.000 kg)
- Động cơ: 4× Wright R-2600-3 động cơ tỏa tròn, 1.600 mã lực (1.200 kW) một động cơ
- Tốc độ tối đa: 210 mph (180 knots, 340 km/h)
- Tốc độ tiết kiệm: 188 mph (163 knots, 302 km/h) tại 11.000 ft (3.400 m)
- Tầm bay: 3.685 mi (3.201 nm, 5.896 km) với vận tốc tiết kiệm
- Độ cao tối đa: 19.600 ft (5.980 m)